# Uttryck (tidskrift)
Uttryck är en tvåspråkig (engelska och svenska) tidskrift som utkommer ca fyra gånger per år. Den bevakar och belyser utrikespolitiska frågor. Tidskriften ges ut av Utrikespolitiska föreningen i Uppsala och fungerar bland annat som föreningens medlemstidning. Uttrycks redaktion består av två chefredaktörer, två webbchefredaktörer samt ett tjugotal engagerade medlemmar. Uttryck har även en hemsida som publicerar exklusiva webbartiklar och utvalda artiklar ur den tryckta tidskriften. Tidningen har på senare år[när?] vunnit priser[källa behövs] för bland annat bästa studenttidning, bästa innehåll och bästa layout. Upplagan är ca 2000 exemplar. Tidningen startades 1966 av Peter Wallensteen och Lena Wallensteen.